# مایرو شمیر
مایرو شمیر (عبری: מירב שמיר‎؛ زادهٔ ۱۸ ژانویهٔ ۱۹۸۸) بازیکن فوتبال اهل ایالات متحده آمریکا است.
وی همچنین در تیم ملی فوتبال زنان اسرائیل بازی کرده‌است.